# George Müller
George Müller (Kroppenstedt, distrito de Halberstadt, Prusia, 27 de septiembre de 1805 - Bristol, 10 de marzo de 1898) fue un predicador y misionero inglés nacido en Prusia, destacado por su fe en la providencia de Dios y por su obra en favor de los niños desamparados a través de hogares que les servían como albergues, donde los mismos recibían buena educación, vestido y alimentación.

## Primeros años y juventud
En sus inicios su vida estuvo marcada por robos, apuestas, mentiras y fraudes entre otras actividades ilícitas, lo cual lo condujo a la prisión a los 17 años de edad.
Su padre, en busca de darle una formación cristiana que le llevara a tomar parte en alguna posición lucrativa del clero, le hizo estudiar Divinidad en la Universidad de Halle. En aquel lugar fue invitado a una reunión entre cristianos en un hogar, que creó el deseo del estudio y lectura de la Biblia y (junto con su encarcelamiento) impactó su vida, lo que lo llevó a abandonar la bebida y la mentira.

## Obra de Müller
Müller llegó a ser pastor de la Capilla Ebenezer en Devon, al suroeste de Inglaterra. Allí rechazó el salario regular por la labor que efectuaba, y llegó a casarse con Mary Groves. Se muda a Bristol, y funda la Institución para la Promoción y el Conocimiento de las Escrituras, buscando ayudar a misioneros y escuelas cristianas, al igual que a la distribución de Biblias. 
George Müller fue fuertemente influenciado por las 'Doctrinas de la Gracia' y las tesis Calvinistas de Juan Calvino; las cuales conoció y aceptó en 1824 en Davon, Inglaterra. Fue fundador y miembro del movimiento de los Hermanos de Plymouth que en 1848 se dividieron entre los exclusivistas dirigidos por Darby y los abiertos entre los que se contaba Müller, quien además no compartía la doctrina de Darby sobre el rapto de la Iglesia antes de la Gran Tribulación, ya que Müller pensaba que las Escrituras afirma claramente que el Señor Jesús no vendrá hasta que la apostasía haya tenido lugar y el Anticristo haya sido revelado.
El ministerio más conocido de George Müller tuvo que ver con los orfanatos, pues él y su esposa inician en el año 1836, comenzando en su propia casa, una especie de albergue para treinta niñas. La obra continuó creciendo, al punto que fue necesario construir un edificio distinto, terminado en 1849, con capacidad para 300 niños y niñas. Veintiún años después, cerca de 2.000 niños estaban hospedados en unos cinco hogares de este tipo.
La obra de Müller fue prueba de la providencia de Dios supliéndole en todo momento. Muchas veces, careciendo de alimentos que dar a los niños, recibía apenas horas antes donaciones anónimas para los mismos. En aquellos hogares, los niños recibían una buena educación, buena alimentación y buena ropa, llevándose consigo Biblias cuando partían de los mismos.

## Müller como misionero al mundo
Mary Groves murió en 1870. Durante su juventud, George Müller deseaba ser misionero, pero no tuvo la oportunidad de serlo a causa de una enfermedad en aquel entonces. Sin embargo, después de casarse con Sussanah Sanger en 1872, inició una serie de viajes misioneros cuyos destinos incluyen a Estados Unidos, India, China, y Australia. Regresó a Inglaterra en 1892.

## Muerte
Müller fue encontrado muerto en su habitación el 10 de marzo de 1898. Su vida es usada por muchos cristianos como ejemplo de fe en la providencia de Dios, teniendo pleno conocimiento y certeza en que Dios no desampara a los suyos.